# Farrochru Parsa

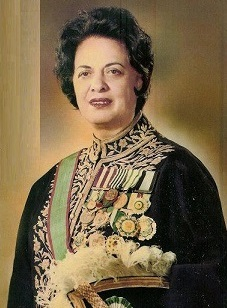
Farrochru Parsa im Jahre 1968

Farrochru Parsa (persisch فرخ‌رو پارسا Farrochru Pārsā; geboren 22. März 1922 in Qom; gestorben 8. Mai 1980 in Teheran) war eine iranische Ministerin, Pädagogin und Ärztin. Sie setzte sich für die Rechte der Frauen ein und war die erste Frau in höheren politischen Positionen des Iran. Sie war die einzige weibliche Vertreterin des alten politischen Systems, die nach der Islamischen Revolution hingerichtet wurde.

## Leben
Farrochru Parsas Eltern waren für ihre Zeit äußerst fortschrittlich, besonders bezüglich der Rechte von Frauen. Parsas Mutter Fachr-e Afagh musste ihre Schulbildung noch heimlich absolvieren, da ihr Vater ihr mit dem Tode gedroht hatte, sollte sie eine normale (nicht-religiöse) Schule besuchen. Sie gehörte zu den ersten iranischen Frauen, die in der Öffentlichkeit unverschleiert auftraten. Kurz vor Farrochru Parsas Geburt hatte sie eine Zeitschrift namens Welt der Frauen gegründet, von der vier Ausgaben veröffentlicht wurden. In der vierten Ausgabe der Zeitschrift forderte sie Bildung für Frauen sowie eine Reform des Eherechtes und verursachte damit so großes Aufsehen, dass sie mit ihrer Familie aus ihrer Stadt fliehen musste.
Farrochru Parsa bekam von ihren Eltern die gleichen Bildungsmöglichkeiten wie ihre Brüder. Sie wurde mit fünf Jahren eingeschult, ihre Gymnasialbildung erhielt sie teilweise an einer Schule, die von Anhängern des Bahaitums geführt wurde. Nach dem Schulabschluss besuchte sie das Teheraner Lehrerbildungsinstitut – Pädagogik und Medizin waren die einzigen höheren Bildungswege, die Frauen offenstanden. Kurz vor ihrem Abschluss erhielt sie die Möglichkeit, ein Medizinstudium zu beginnen. Im Alter von 20 Jahren begann sie, am Nour-Baksh-Gymnasium zu unterrichten. Es war damals ein besseres Mädchengymnasium, Parsa sollte es zu einer Einrichtung für die intelligentesten Mädchen Teherans machen. Im Jahre 1957 wurde sie Direktorin dieser Schule und bekleidete damit eines der angesehensten Ämter des iranischen Bildungssystems. Bis dahin hatte sie auch an anderen Schulen unterrichtet, unter anderem hatte die spätere Königin Farah Diba zu ihren Schülerinnen am Jeanne-d’Arc-Gymnasium gehört.
In den frühen 1960er Jahren begann Parsa, sich politisch zu engagieren. Sie trat der kurz zuvor gegründeten Partei Iran Novin von Hassan Ali Mansur und Amir Abbas Hoveyda bei. Als der Schah den Frauen Zugang zum Parlament einräumte, war Farrochru Parsa unter den ersten Parlamentarierinnen des Landes. Bei ihrer Parlamentsarbeit konzentrierte sie sich auf Bildungsfragen und wurde Mitglied des Ausschusses, der das Bildungssystem überwachte. Später wurde sie Staatssekretärin im Bildungsministerium – wiederum die erste Frau in einer derartigen Position. Am 27. August 1968 wurde sie zur Bildungsministerin unter Premierminister Hoveyda ernannt. Parallel dazu stieg sie ins Politbüro ihrer Partei auf.
In den sechs Jahren ihrer Tätigkeit als Ministerin kündigte der Schah ohne Rücksprache mit seiner Regierung plötzlich an, dass alle Schüler seines Landes fortan eine kostenlose Mahlzeit pro Tag bekommen sollten. Angesichts dessen, dass kaum eine iranische Schule über eine Küche oder einen Speisesaal verfügte, musste improvisiert werden. Bei der Beschaffung großer Mengen von Material für dieses Programm kam es zu Unregelmäßigkeiten. Kritiker warfen Parsa Veruntreuung vor. Mit dem Klerus stritt sie über die Modernisierung und Verbesserung der Inhalte in iranischen Schulbüchern. Gegner verbreiteten Gerüchte, sie sei zum Bahaitum übergetreten und würde sich in sexuellen Ausschweifungen ergehen. Auch über ihre Familie wurden Gerüchte in Umlauf gebracht.
Nach ihrem Rücktritt widmete Farrochru Parsa sich der Philanthropie, engagierte sich in Bildungseinrichtungen wie der Farah-Universität, gründete ein Institut für Krankenhausmanagement und schrieb Artikel, Bücher sowie ihre Memoiren. Unter anderem kritisierte sie Politik und Gesellschaft unter der Herrschaft des Schah und drückte ihre Hoffnungen für ein besseres Leben nach der islamischen Revolution aus, die damals bereits ihre Schatten vorauswarf.

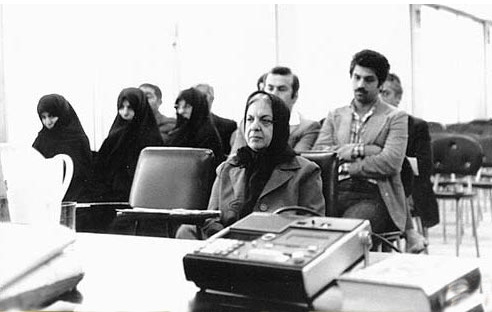
Parsa vor dem Revolutionsgericht

Als das neue, islamistische Regime im Zuge repressiver Maßnahmen unter anderen ihren Bruder ohne Begründung für drei Monate in Haft setzte, ließ sie äußerste Vorsicht walten und betrat für Monate ihr eigenes Haus nicht. Frühere Mitarbeiter im Ministerium, die sie um Hilfe ersuchte, rieten ihr zur Flucht aus dem Iran. Im Mai 1979 versuchte eine Gruppe von Revolutionsgarden,
Farrochru Parsa zu verhaften. Erst im Februar 1980 traf man sie im Hause ihres Sohnes an. Im April 1980 begann ein Prozess vor einem Revolutionsgericht, wo man sie an neun Verhandlungstagen beschuldigte, Korruption auf Erden zu verbreiten und in Reden zur Wiedererrichtung der Pahlavi-Dynastie aufgerufen zu haben. In diesem Verfahren, bei dem der Ankläger gleichzeitig auch als Richter fungierte und eine Berufung unmöglich war, verurteilte man Parsa zur Todesstrafe. Sie wurde am 8. Mai 1980 hingerichtet. Bei der Hinrichtung riss das Seil, weshalb sie mit drei Schüssen getötet wurde.
In ihrem letzten Brief aus dem Gefängnis schrieb Farrochru Parsa an ihre Kinder: 

„Ich bin Ärztin, habe also keine Angst vor dem Tod. Der Tod ist nur ein Moment und nicht mehr. Ich bin bereit, den Tod mit offenen Armen zu empfangen, anstatt darin zu leben. Schade, dass ich gezwungen bin, mich verschleiern zu lassen. Ich werde mich nicht vor denen verneigen, die erwarten, dass ich meine fünfzig Jahre dauernden Bemühungen um die Gleichstellung von Männern und Frauen bereue. Ich bin nicht bereit, den Tschador zu tragen und einen Schritt zurück in der Geschichte zu machen.“